# Weingut Dautel
Das Weingut Dautel, vormals Weingut Ernst Dautel, befindet sich an den östlichen Ausläufern des Strombergs in der baden-württembergischen Stadt Bönnigheim im deutschen Weinbaugebiet Württemberg. Es produziert auf 12 ha Rebfläche 75.000 Flaschen pro Jahr.

## Geschichte
Das Weingut wurde 1978 durch Ernst Dautel gegründet, der aus einer Familie mit über 500 Jahren Erfahrung im Weinbau stammt. 1999 wurde das Weingut in den Verband Deutscher Prädikatsweingüter (VDP) aufgenommen.

## Weinlagen und Rebsorten
Die Rebflächen verteilen sich auf die folgenden Rebsorten: 24 % Riesling, 18 % Spätburgunder, 16 % Lemberger, 12 % Weißburgunder, 8 % Trollinger, je 5 % Cabernet und Chardonnay. Auf den verbleibenden 13 % werden weitere Sorten wie Zweigelt, Merlot, und Gewürztraminer angebaut.

## Auszeichnungen
- 2005: Gault Millau WeinGuide: Vier Trauben.
- 2003, 2005, 2008: „Kollektion des Jahres“ der Website Wein-Plus
- 2011: Gault Millau WeinGuide: Drei Trauben.
- 3,5 Trauben Gault Millau 2014
- 5 Sterne Eichelmann Weinführer 2014
- 4 Sterne Wein-Plus 2014[1]
- 4 Trauben Gault Millau 2018